# Kłecko
Kłecko es una localidad ubicada en el municipio homónimo, en el distrito de Gniezno, voivodato de Gran Polonia, Polonia. Según el censo de 2011, tiene una población de 2864 habitantes.

## Masacre durante la Segunda Guerra Mundial
Durante la invasión alemana de Polonia en 1939, soldados de la Wehrmacht y de las SS asesinaron a 300 civiles de la localidad el 9 y 10 de septiembre. Las víctimas fueron seleccionadas al azar entre todos los hombres que se agruparon en la plaza de la localidad y fueron ejecutados por supuestos ataques a la armada alemana. El 41% de los ejecutados eran jóvenes de entre 11 y 16 años. Las víctimas fueron enterradas en una gigantesca fosa común.